# British Airways
British Airways (укр. Британські авіалінії, вимовляється Бритіш Ейрвейз) — найбільша авіакомпанія Великої Британі національний авіаперевізник Великої Британі, одна з найбільших в Європі. Є найбільшою авіакомпанією Великої Британії за розмірами флоту, кількості міжнародних польотів та напрямків, та другою авіакомпанією країни за кількістю перевезених пасажирів після easyJet. Основні пересадочні вузли — Хітроу та Гатвік. British Airways має ліцензію типу А, тобто має право на перевезення пасажирів, вантажів і пошти на літаках з 20 і більше пасажирськими кріслами. British Airways — член авіаційного альянсу Oneworld.

## Історія
31 березня 1924 року чотири найбільші авіакомпанії Великої Британії — «Інстон Ейрлайн», «Хендлі Пейдж Транспорт», «Даймлер Ейрвейз» (спадкоємець AT & T) і «Бритіш Ейр Марін Невігейшн» — злилися, щоб сформувати «Імперіел Ейрвейз», яка повинна була розвивати повітряне сполучення між центром Британської імперії і далекими володіннями і колоніями, такими як Австралія та Африка.
У той час велика кількість невеликих британських авіакомпаній також почали свою діяльність. 1935 року вони злилися, щоб сформувати велику приватну авіакомпанію «Бритіш Ейрвейз Лтд». За рішенням Уряду «Імперіел Ейрвейз» і «Бритіш Ейрвейз Лтд» були націоналізовані 1939 року, утворивши нову компанію — «Бритіш Оверсіз Ейрвейз Корпорейшн» (англ. BOAK). Післявоєнна BOAK продовжувала забезпечувати перевезення на маршрути великої довжини, крім південноамериканського напряму (це напрямки забезпечували «Бритіш Америкен Саус Ейрвейз», які злилися з BOAK в 1949). Континентальна Європа і внутрішні рейси обслуговувалися новою націоналізованою авіакоманією «Бритіш Європеана Ейрвейз» (англ. BEA), яка отримала маршрути існуючих британських незалежних авіаліній.
1952 року BOAK почала здійснювати рейси на новому літаку «Де Хавілланд Комета» в Йоганнесбург, скоротивши час перельоту вдвічі. Став набувати величезної популярності туризм вихідного дня, що призвело до великих змін у роботі авіакомпаній. BEA прийняла виклик, заснувавши компанію «Беа Ейртурз» 1970 року. 1972 року BOAK і BEA були об'єднані під щойно створеним Правлінням Британських Авіаліній, до 1974 року створивши «British Airways» під час правління Девіда Ніколсона. «British Airways», одночасно з «Air France», вперше почали комерційні рейси на надзвукових пасажирських літаках «Конкорд» в січні 1976 року.

### Приватизація

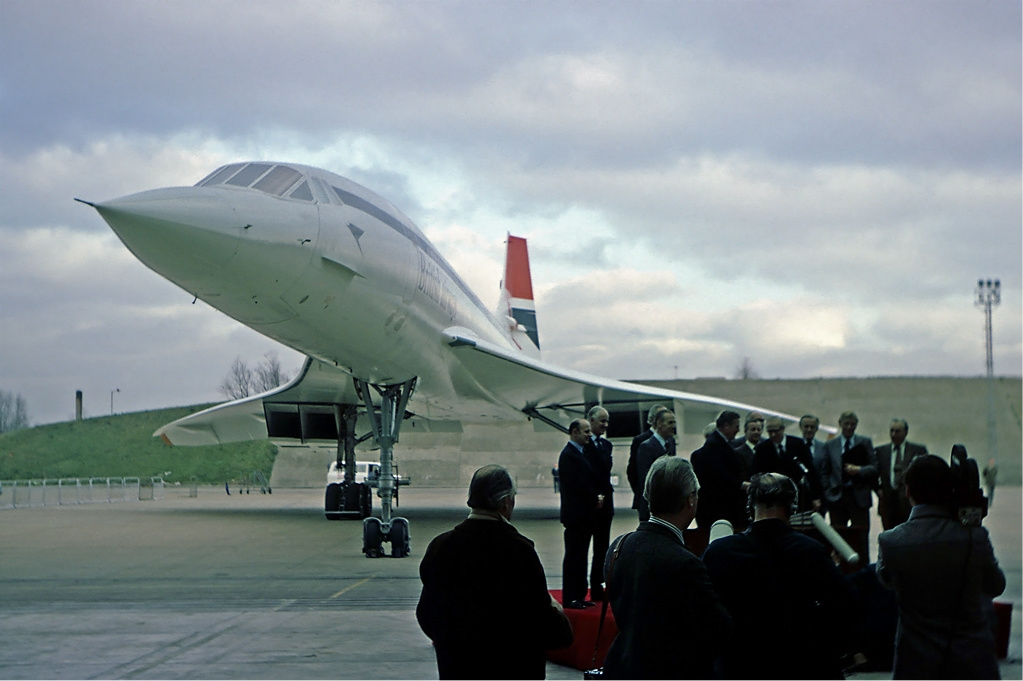
Перший Aérospatiale-BAC Concorde компанії British Airways у Heathrow, 15 січня 1976.

Сер Джон Кінг, згодом лорд Кінг, був призначений Головою 1981 року, і йому було поставлено завдання підготувати авіакомпанію до приватизації. 1983 року Кінг найняв на роботу Коліна Маршалла на посаду Головного виконавчого директора. В заслуги Кінга приписують перетворення збиткового гіганта в одного з найприбутковіших авіаперевізників, перетворення компанії у «Всесвітньо улюблену авіакомпанію», в той час як багато великих авіакомпаній перебували в кризі. Флот авіакомпанії і маршрутна сітка були реорганізовані на початку роботи Кінга; для зміни іміджу компанії та марки була залучена команда експертів. Понад 23 000 робочих місць були скорочені на початку 1980-х, хоча Кінг робив різні заходи для підняття морального духу персоналу і оптимізації бізнес-процесів в той же самий час.
Національний перевізник був приватизований, і його акції стали торгуватися на Лондонській фондовій біржі в лютому 1987 року. Початкова пропозиція в результаті торгів було збільшено в 11 разів. У квітні 1988 року «British Airways» поглинули авіакомпанію «Бритіш Каледоніан», а 1992 була поглинена ще одна британська авіакомпанія, «Dan-Air», яка базувалася в Гатвіку.

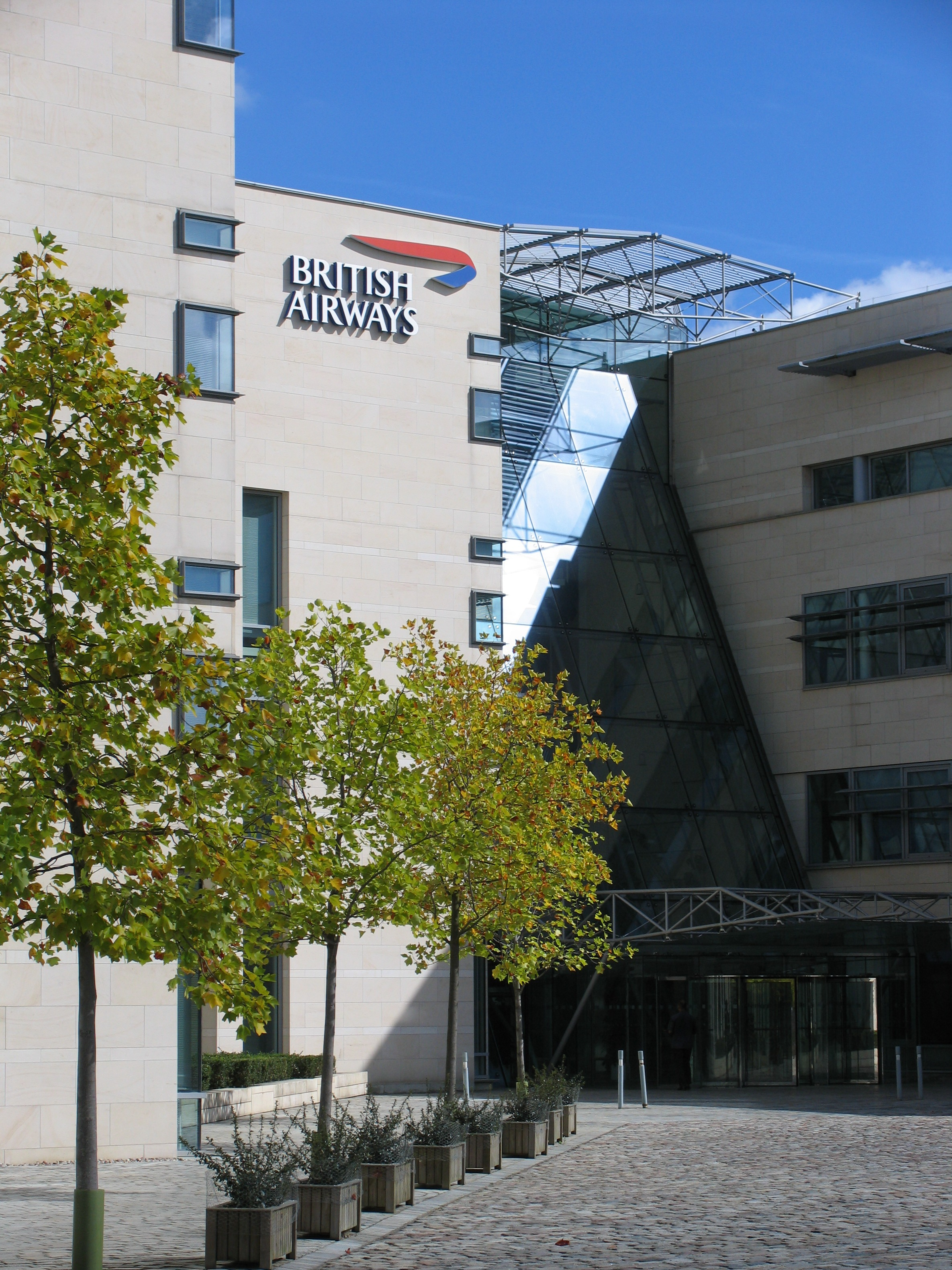
Вотерсайд, головний офіс компанії

### «Брудні трюки»
Незабаром після приватизації «British Airways» авіакомпанія Річарда Бренсона «Virgin Atlantic Airways», яка почала свою діяльність з польотів на одному «Боїнгу-747» 1984 року, стала конкурувати з «British Airways» на найприбутковіших маршрутах з аеропорту Хітроу. Після того, як історія про те, як 1991 року «Virgin Atlantic» доставила додому заручників з Іраку, отримала громадський резонанс, Кінг сказав Коліну Маршаллу і директору зі зв'язків з громадськістю Девіду Бернсайд, що треба «щось робити з Бренсоном». Цим почалася кампанія «брудних трюків», яка закінчилася пред'явленням позову Бренсона Кінгу до British Airways за наклеп при запереченні фактів «брудних трюків». 1992 року Кінг висунув зустрічне звинувачення Бренсону, і судовий розгляд затягнувся до 1993 року, «British Airways», розуміючи, що справа йде не на їх користь, запропонували £ 485 000, а 11 грудня 1993 року кінцева сума склала £ 500 000 відступних Бренсону і £ 110 000 його авіакомпанії «Virgin Atlantic»; надалі «British Airways» повинні були заплатити до £ 3 000000 податків і зборів. Бренсон розділив компенсацію між своїми співробітниками, назвавши її «БіЕй Бонус» («BA Bonus»).

### Призначення і відкриття дочірніх авіакомпаній
У 1990-ті року «British Airways» стала найприбутковішою у світі авіакомпанією; її гасло стало «Всесвітня Улюблена Авіакомпанія». 1992 року «Бритіш Ейрвейз» купили невеликого німецького регіонального перевізника «Дельта Ейр Транспорт», перейменувавши його в «Дойче БЕ». До того часу, коли цей підрозділ було продано в червні 2003, «Дельта Ейр Транспорт» експлуатував 16 «Боїнгів-737» і був другим за розміром німецьким авіаперевізником після «Люфтганзи».
1993 року лорд Кінг пішов з поста Голови, його замінив колишній заступник Колін Маршалл, який об'єднав функції Головного виконавчого директора і Голови. Боб Айлінг, який пізніше зайняв посаду Головного виконавчого директора, був призначений виконавчим директором при Маршаллі. Лорд Кінг був призначений Президентом, 1997 року, він став почесним Президентом і був ним до своєї смерті в липні 2005.
1995 року «British Airways» створили «British Asia Airways», дочірнє підприємство, що базується на Тайвані, для організації рейсів між Лондоном і Тайбеєм. З політичних причин «British Asia Airways» мали не тільки іншу назву, а й їхні літаки мали іншу розмальовку, прапор Великої Британії був замінений на китайські мотиви.

### Боб Айлінг
1996 року, коли «British Airways» очолив новий виконавчий директор Боб Айлінг, почався складний період для компанії. Посилення конкуренції, високі ціни на нафту та зростання курсу фунту стерлінгів обумовили падіння прибутку. Виник конфлікт між менеджментом і профспілками, і його подолання обійшлося компанії в сотні мільйонів фунтів стерлінгів. 1997 року Айлінг замінив традиційний прапор Великої Британії на хвостах літаків на національні мотиви, метою цієї акції була зміна іміджу компанії як строго національного перевізника Великої Британії в бік більш космополітичного образу. Цей крок не мав успіху, і Айлінг призупинив цей процес, оголосивши, що флот буде мати два типи забарвлення; половина — з прапором Великої Британії, інша половина — з національними мотивами. Айлінгу довелося доводити непідсудність компанії антитрестівського законодавства, але справа була програна, і компанії довелося пожертвувати частиною слотів в Хітроу.
Позитивним результатом роботи Боба Айлінга стало отримання прибутку у розмірі 750 млн фунтів стерлінгів і установа успішною, хоча і субсидованої авіакомпанії, Go Fly 1998 року. Go була лоу-кост перевізником і повинна була зайняти нішу в бюджетному сегменті. Через чотири роки після початку діяльності компанія була продана венчурному фонду 3i і згодом злилася з «EasyJet». Айлінг також займався реструктуризацією флоту, замінивши замовлення на місткіші Боїнги-747-400 на користь більш економічного «Боїнга-777», а також оновив середньомагістральний флот «Бритіш Ейрвейз», придбавши літаки сімейства «Аеробус-319» / 320/321.

### Род Еддінгтон
1999 року «British Airways» повідомили про 50%-ве падіння прибутку. У березні 2000 Боб Айлінг був зміщений зі своєї посади. Через 2 місяці його замінив Род Еддінгтон. Еддінгтон став проводити політику скорочення робочих місць, найбільшого розмаху ці заходи досягли в 2001 після терористичного акту 11 вересня.
8 вересня 2004 року «British Airways» оголосила про продаж своєї 18,5 % частці в Qantas при збереженні партнерства в операційній діяльності (у тому числі в поділі доходів), у тому числі на так званих рейсах Кенгуру. Таким чином компанія заробила 425 млн £, які були спрямовані на скорочення заборгованостей компанії.
Маршалл, який 1998 року став довічним пером, пішов з посади Голови Правління в липні 2004, і цей пост зайняв Мартін Брайтон, колишній Голова Правління «British American Tobacco». 8 березня 2005, Брайтон оголосив, що колишній Головний виконавчий директор «Аер Лінгус» Віллі Волш займе крісло Рода Еддінгтона у вересні 2005 року.

### Віллі Уолш
У вересні 2005 року новий Головний виконавчий директор Віллі Волш оголосив про великі зміни в управлінні «British Airways», які повинні були зекономити 300 £ млн в 2008, і про початок експлуатації Терміналу 5 в Хітроу. Також була анонсована продаж «БЕ Коннект» компанії «Флайб». «British Airways» зберегли 15%-у частку в «Флайб» після закінчення операції.
З 2004 року «British Airways» позиціонує себе як авіакомпанія з повним сервісним обслуговуванням на внутрішніх рейсах (в тому числі використання великих аеропортів, безкоштовне харчування та напої). Таким чином, «British Airways» орієнтована на клієнтів, які готові платити за повне обслуговування, на відміну від клієнтів операторів, що пропонують економні квитки.

## Фінансові показники
* Переоцінка з урахуванням продажу «БЕ Коннект».
Дохід компанії за 2008—2009 фінансовий рік — £ 8990000000 (€ 10310000000), збільшився на 2,7 % в порівнянні з 2007—2008 — £ 8760000000 (€ 10040000000). Операційні збитки — £ 220 млн (€ 252 млн), в 2007—2008 збитки — £ 878 млн (€ 1010000000). Чисті збитки — £ 358 млн (€ 410 млн) проти чистого прибутку в £ 726 млн (€ 832 млн) в 2007—2008 році.

## Флот
Флот «British Airways» станом на 12 квітня 2018 року:
| Тип              | В дії | Замовлено | Пасажирів | Пасажирів | Пасажирів | Пасажирів | Пасажирів | Замовлено                                                   |
| Тип              | В дії | Замовлено | F         | J         | W         | Y         | Разом     | Замовлено                                                   |
| ---------------- | ----- | --------- | --------- | --------- | --------- | --------- | --------- | ----------------------------------------------------------- |
| Airbus A318-100  | 1     | —         | —         | 32        | —         | —         | 32        | Використовують на маршруті Лондон-Сіті — New York JFK route |
| Airbus A319-100  | 44    | —         | —         | 40        | —         | 83        | 123       | 22 літаки будуть виведені з експлуатації до 2023            |
| Airbus A319-100  | 44    | —         | —         | —         | —         | 132       | 132       | 22 літаки будуть виведені з експлуатації до 2023            |
| Airbus A319-100  | 44    | —         | —         | —         | —         | 143       | 143       | 22 літаки будуть виведені з експлуатації до 2023            |
| Airbus A319-100  | 44    | —         | —         | —         | —         | 144       | 144       | 22 літаки будуть виведені з експлуатації до 2023            |
| Airbus A320-200  | 68    | —         | —         | 48        | —         | 96        | 144       |                                                             |
| Airbus A320-200  | 68    | —         | —         | —         | —         | 168       | 168       |                                                             |
| Airbus A320-200  | 68    | —         | —         | —         | —         | 171       | 171       |                                                             |
| Airbus A320neo   | 2     | 23        | —         | var       | —         | var       | 180       |                                                             |
| Airbus A321-200  | 18    | —         | —         | 23        | —         | 131       | 154       |                                                             |
| Airbus A321-200  | 18    | —         | —         | 54        | —         | 123       | 177       |                                                             |
| Airbus A321-200  | 18    | —         | —         | —         | —         | 205       | 205       |                                                             |
| Airbus A321neo   | —     | 10        | —         | var       | —         | var       | 218       | Введення в експлуатацію до кінця 2018                       |
| Airbus A350-1000 | —     | 18        | TBA       | TBA       | TBA       | TBA       | TBA       |                                                             |
| Airbus A380-800  | 12    | —         | 14        | 97        | 55        | 303       | 469       |                                                             |
| Boeing 747-400   | 36    | —         | 14        | 86        | 30        | 145       | 275       | Всі літаки будуть виведені з експлуатації до 2024           |
| Boeing 747-400   | 36    | —         | 14        | 52        | 36        | 245       | 347       | Всі літаки будуть виведені з експлуатації до 2024           |
| Boeing 767-300ER | 7     | —         | —         | 97        | —         | 147       | 244       | Всі літаки будуть виведені з експлуатації до 2019           |
| Boeing 767-300ER | 7     | —         | —         | 26        | —         | 221       | 247       | Всі літаки будуть виведені з експлуатації до 2019           |
| Boeing 767-300ER | 7     | —         | —         | —         | —         | 259       | 259       | Всі літаки будуть виведені з експлуатації до 2019           |
| Boeing 767-300ER | 7     | —         | —         | 24        | 24        | 141       | 259       | Всі літаки будуть виведені з експлуатації до 2019           |
| Boeing 777—200   | 3     | —         | 17        | 48        | 24        | 127       | 216       | Замінять на 777-300ER                                       |
| Boeing 777-200ER | 43    | —         | 14        | 48        | 40        | 124       | 226       |                                                             |
| Boeing 777-200ER | 43    | —         | 12        | 48        | 32        | 127       | 219       |                                                             |
| Boeing 777-200ER | 43    | —         | —         | 48        | 24        | 203       | 275       |                                                             |
| Boeing 777-200ER | 43    | —         | —         | 40        | 24        | 219       | 283       |                                                             |
| Boeing 777-200ER | 43    | —         | —         | 32        | 52        | 252       | 336       |                                                             |
| Boeing 777-300ER | 12    | 3         | 14        | 56        | 44        | 183       | 297       |                                                             |
| Boeing 787-8     | 9     | 3         | —         | 35        | 25        | 154       | 214       |                                                             |
| Boeing 787-9     | 17    | 1         | 8         | 42        | 39        | 127       | 216       |                                                             |
| Boeing 787-10    | —     | 12        | TBA       | TBA       | TBA       | TBA       | TBA       |                                                             |
| Разом            | 271   | 71        |           |           |           |           |           |                                                             |

За винятком Boeing 707 і 747, отриманих від BOAC, авіакомпанія в 1972-4 використовувала техніку британського виробництва. «British Airways» ввела в свій флот Boeing 757 і Boeing 737 тільки в 1980-х роках, а потім у 1990-х були придбані Boeing 747—400", Boeing 767 і Boeing 777. Однак, за винятком 29 з 777 одиниць техніки, літаки були оснащені двигунами Rolls-Royce британського виробництва. Ця традиція йде з 1960-х, коли BOAC замовляла «Боїнг 707» — важливою умовою контракту була установка двигунів «Rolls-Royce» на нові літаки. «British Airways» також успадкувала від BOAC код покупця «Боїнга» — 36, тому модифікації для «Бритіш Ейрвейз» мають цей номер, наприклад 737—236, 747—436, 777—236.
Попри те, що «British Airways» експлуатували великий флот «Боїнгів», авіакомпанія завжди використовувала й інші літаки. Літаки британського виробництва були отримані від BEA (наприклад, Hawker Siddeley Trident) і BOAC (наприклад, Vickers VC10), а в 1980-х авіакомпанія закуповувала Lockheed L-1011 TriStar. У 1980-х були придбані від «Бритіш Каледініан Ейрвейз» McDonnell Douglas DC-10 і Airbus A-320. У кінці 1990-х «Бритіш Ейрвейз» розмістила самостійне замовлення «Аеробусу» на понад 100 A320/A319 для заміни старіючого флоту «Боїнгів-737». У вересні 2007 «Бритіш Ейрвейз» розмістили перше замовлення на найбільші літаки корпорації Airbus, 12 А-380 з опціоном ще на 7 одиниць.
Тільки дві компанії — «British Airways» і «Air France» — були експлуатантами надзвукового пасажирського літака «Конкорд». «Конкорд» з'єднував Хітроу з Нью-Йорком (JFK) (хоча спочатку планувалося його використовувати на рейсах з Лондона до Бахрейна). Спочатку «Конкорд» був фінансовим тягарем, нав'язаний національному перевізнику його Урядом, він часто піддавався критиці. Однак лорд Кінг бачив в «Конкорді» важливий символ компанії. «British Airways» використовував «Конкорд», щоб залучати бізнес-клієнтів. Так, було проведено декілька модернізацій варіантів цього літака з метою створення кращих умов саме цієї категорії пасажирів. «British Airways» розуміло модернізацію як ключовий фактор у боротьбі з конкурентами на трансатлантичних лініях.
Після паризької катастрофи 2000 року, терористичних атак 2001 року і зростання витрат на паливо та утримання, використання «Конкордів» було обмежено, незважаючи на дорогу модернізацію після катастрофи. 10 квітня 2003 року було оголошено, що до 24 жовтня 2003 року експлуатація цього літака припиниться. Останнім рейсом для «Конкорда» став рейс з Лондона в Барбадос 30 серпня 2003. Авіакомпанії все ще належить 8 «Конкордів», які знаходяться на довгостроковому зберіганні в музеях Великої Британії, США і Барбадосу.